# Föreningen Sveriges Socialchefer
Föreningen Sveriges Socialchefer är en socialpolitisk förening som organiserar ledare inom socialtjänsten och närliggande verksamheter. Föreningen har 400 medlemmar. Den förekommer som remissinstans när myndigheter behöver information och när lagar stiftas inom det socialpolitiska området.